# JMB Racing
JMB Racing (dawniej JB Racing, JMB Competition) – monakijski zespół wyścigowy, założony w 1995 roku w Niecei przez Jeana-Michela Bouresche'a oraz Jeana-Pierre'a Jabouille'a jako JB Racing. W 2004 roku zmieniono nazwę zespołu i główną siedzibę. Od tej pory zespół startuje z monakijską licencją. W historii startów ekipa pojawiała się w stawce Blancpain Endurance Series, European Le Mans Series, 24-godzinnym wyścigu Le Mans, Le Mans Series, FIA GT3 European Championship, ADAC GT Masters, FIA GT Championship, American Le Mans Series, Grand-Am Sports Car Series, Italian GT Championship, 6 Hours of Vallelunga, 24h Daytona, Sebring 12 Hours, International Sports Racing Series oraz Porsche Supercup.

## Sukcesy zespołu
- FIA GT Championship

2001 (klasa N-GT) - Ferrari 360 Modena GT-C (Christian Pescatori, David Terrien)
- Le Mans Endurance Series

2004 (klasa GT) - Ferrari 360 Modena GT-C (Roman Rusinow)
- Porsche Supercup

1995 - Jean-Pierre Malcher
1996 - Emmanuel Collard